# Loji Kobong
Loji Kobong is een bestuurslaag in het regentschap Majalengka van de provincie West-Java, Indonesië. Loji Kobong telt 4493 inwoners (volkstelling 2010).